# Ronco Campo Canneto
Ronco Campo Canneto è una frazione di 561 abitanti sotto il comune di Sissa Trecasali, in provincia di Parma.

## Storia
Questa frazione nei tempi antichi si chiamava Pizzo Pabio, e il nome attuale lo ebbe nell'anno 1402 come rileva un memoriale conservato nell'Archivio Vescovile "terra de Pizopadio est terra Ronchi Campi Canneti, et de anno 1402 cum istis denominationibus dicta terra vocabatur". 

## La chiesa
Della sua chiesa si hanno le prime notizie nel 1230. Nell'anno 1354 dipendeva da quella plebana di San Quirico. Sulla fine del Trecento la chiesa, che sorgeva presso la sponda destra del Taro, fu distrutta dalle acque del torrente. Ne fu edificata un'altra sullo stesso luogo e benedetta il 21 marzo 1402. Ricostruita nuovamente poco prima della visita pastorale di monsignor Pastorelli Lalatta del 1788, riuscì ampia, bella e a tre navate. Da segnalare nell'interno due dipinti a olio su tela "La vocazione degli apostoli", opera degl'inizi del Settecento di scuola parmigiana, e il "Santissimo Sacramento", opera attribuita ad Antonio Balestra.